# Giovanni Bertati
Œuvres principales
Il matrimonio segreto (livret)
Giovanni Bertati (10 juillet 1735 – décembre 1815) est un librettiste italien.

## Biographie
Bertati est né à Martellago, en Italie. En 1763, il écrit son premier livret, La morte di Dimone (La mort de Dimone), avec une musique de Antonio Tozzi. Deux ans plus tard, L'isola della fortuna (L'Île de la fortune), avec la musique d'Andrea Luchesi, est interprété à Vienne. Il collabore ensuite avec Baldassare Galuppi. L'empereur Leopold II lui donne le titre de Poeta Cesareo ("Poète impérial") de l'opéra italien à Vienne, précédemment porté par Lorenzo Da Ponte, tombé en disgrâce l'année précédente auprès de l'empereur. Il meurt à Venise.
Durant sa carrière de librettiste, Bertati s'est presque exclusivement consacré à l'écriture de drammi giocosi. Son plus célèbre livret est Il matrimonio segreto (« Le mariage secret »), avec la musique de Domenico Cimarosa, créé le 7 février 1792, à Vienne.

## Livrets
La liste qui suit recense les 70 livrets de Bertati ; l'indication de l'année fait référence à la création.
- La morte di Dimone ossia L'innocenza vendicata (musique d'Antonio Tozzi, 1763)
- Serenata per musica (musique d'Andrea Luchesi, 1764)
- L'isola della fortuna (musique d'Andrea Luchesi, 1765)
- Il villano geloso (musique de Baldassare Galuppi, 1769, puis utilisé en 1770 avec une musique de Johann Gottlieb Naumann et en 1785 avec une musique de Giuseppe Sarti sous le titre I finti eredi, 1785)
- L'anello incantato (musique de Ferdinando Bertoni, 1771)
- Calandrino (musique de Giuseppe Gazzaniga, 1771, puis utilisé en 1773 avec une musique de Giuseppe Gazzaniga et Giacomo Rust sous le titre L'avaro deluso et en 1778 avec une musique d'Antonio Sacchini)
- L'inimico delle donne (musique de Baldassare Galuppi, 1771, puis en 1773 avec une musique de Giuseppe Gazzaniga sous le titre Zon-Zon principe di Kibin-Kinka)
- La locanda (musique de Giuseppe Gazzaniga, 1771, puis en 1791 avec une musique de Giovanni Paisiello sous le titre Il fanatico in berlina)
- L'isola di Alcina (musique de Giuseppe Gazzaniga, 1771–72, puis en 1772 avec une musique de Giacomo Rust, 1772 et en 1794 avec une musique de Alessandro Bianchi)
- I visionari (musique de Gennaro Astarita, 1772, puis en 1779 avec une musique de Giovanni Paisiello sous le titre Gli astrologi immaginari, 1779)
- La contessa di Bimbimpoli (musique de Gennaro Astarita, 1772)
- La tomba di Merlino (musique de Giuseppe Gazzaniga, 1772)
- Armida (musique de Johann Gottlieb Naumann, 1773, puis en 1786 avec une musique de Johann Rudolf Zumsteeg)
- Mirandolina (musique de Pietro Alessandro Guglielmi, 1773, puis en 1776 avec une musique de Luigi Caruso sous le titre La virtuosa alla moda et en 1787 avec une musique de Vincenzo Fabrizi sous le titre L'amore per interesse)
- Il tamburo notturno (musique de Giovanni Paisiello, 1773, aussi avec une musique de Giovanni Battista Lorenzi sous le titre Il tamburo)
- La villanella incostante (musique de Johann Gottlieb Naumann, 1773)
- Il marito che non ha mogli (musique de Gennaro Astarita, 1774)
- Il geloso in cimento (musique de Pasquale Anfossi, 1774)
- Il principe ipocondriaco (musique de Gennaro Astarita, 1774, puis en 1776 avec une musique de Johann Gottlieb Naumann)
- L'avaro (musique de Pasquale Anfossi, 1775, puis en 1776 avec une musique de Gennaro Astarita et en 1801 avec une musique de Ferdinando Orlandi)
- L'amor bizzarro ossia La gelosa di sé stesso (musique de Giacomo Rust, 1775)
- La novità (musique de Felice Alessandri, 1775, puis en 1787 avec une musique de Giovanni Valentini sous le titre Il capriccio drammatico, 1787)
- La donna instabile (musique de Giovanni Battista Borghi, 1776, puis en 1776 avec une musique d'Antonio Boroni et en 1777 avec une musique de Giovanni Battista Borghi sous le titre Gli tre pretendenti, 1777)
- Isabella e Rodrigo ossia La costanza in amore (musique de Pasquale Anfossi, 1776)
- Lo sposo disperato (musique de Pasquale Anfossi, aussi connu sous le titre Il zotico incivilito, 1777, puis en 1808 avec une musique de Vicenzo Nusco)
- Il curioso indiscreto (musique de Pasquale Anfossi, 1777) — attribution disputée
- La forza delle donne (musique de Pasquale Anfossi, aussi connu sous le titre Il trionfo delle donne, 1778, puis en 1784 avec une musique de Bernardo Ottani sous le titre Le amazzoni, également avec une musique de Peter Winter sous le titre Ogus ossia Il trionfo del bel sesso et 1799 avec une musique de Giuseppe Nicolini sous le titre Ogus ossia Il trionfo del bel sesso, 1799)
- Il cavalier errante (musique de Tommaso Traetta, 1778)
- Le industrie amorose (musique de Bernardo Ottani, 1778, puis en 1779 avec une musique de Pasquale Anfossi sous le titre Il matrimonio per inganno)
- La vendemmia (musique de Giuseppe Gazzaniga, aussi connu sous le titre Le vendemmie, 1778)
- Azorre di Kibinga (musique de Pasquale Anfossi, 1779)
- Le nozze in contrasto (musique de Giovanni Valentini, 1779)
- Il più bel dono inutile (musique d'Antonio Rosetti, 1779)
- I quaqueri (musique d'Antonio Rosetti, 1779)
- Li rivali ridicoli (musique de Michele Mortellari, 1780)
- La statua matematica (musique de Giovanni Valentini, 1780, puis en 1786 avec une musique de Luigi Caruso sous le titre L'antiquario burlato ossia La statua matematica)
- Le teste deboli (musique de Francesco Salari, 1780)
- L'imbroglio delle tre spose (musique de Pasquale Anfossi, 1781)
- Il marito geloso (musique de Luigi Caruso, 1781)
- L'opera nuova (musique de Matteo Rauzzini, 1781)
- Lo sposalizio per dispetto (musique de Gaetano Monti, 1781)
- Gli amanti alla prova (musique de Luigi Caruso, 1783, puis en 1784 avec une musique de Francesco Piticchio, sous le titre Gli amanti dispettosi)
- Le due sorelle incognite (musique d'Antonio Calegari, 1783)
- La villanella rapita (musique de Francesco Bianchi, 1783)
- Il serraglio di Osmano (musique de Giuseppe Gazzaniga, 1784)
- Le spose ricuperate (musique de Luigi Caruso, aussi sous le titre I campi elisi ossia Le spose ricuperate, 1785)
- L'amore costante (musique de Giuseppe Gazzaniga, 1786, puis en 1792 avec une musique de Pierre Dutillieu sous le titre Nannerina e Pandolfino ossia Gli sposi in cimento)
- La contessa di Novaluna (musique de Vincenzo Fabrizi, 1786)
- Le donne fanatiche (musique de Giuseppe Gazzaniga, 1786)
- Chi sta bene non si muova (musique de Ferdinando Robuschi, 1787)
- Don Giovanni Tenorio (musique de Giuseppe Gazzaniga, 1787)
- L'orfanella americana (musique de Pasquale Anfossi, 1787, puis en 1791 avec une musique de Friedrich Christoph Gestewitz)
- Il curioso accidente (musique de Gennaro Astarita, 1789)
- La fata capricciosa (musique de Francesco Gardi, 1789)
- Il pazzo glorioso (musique de Marcello Bernardini, 1790)
- Il fanatico in berlina (musique de Giovanni Paisiello, 1791)
- L'impresario in scompiglio (musique de Gennaro Astarita, 1791)
- Il matrimonio segreto (musique de Domenico Cimarosa, 1792, puis en 1883 avec une musique d'Anchille Graffigna, 1883)
- Amor rende sagace (musique de Domenico Cimarosa, 1793)
- La principessa di Amalfi (musique de Joseph Weigl, aussi connu sous le titre La contessa di Amalfi, 1794)
- La bella Lauretta (musique de Francesco Gardi, 1795)
- L'intrigo amoroso (musique de Ferdinando Paer, aussi connu sous les titres Il male vien dal buco, Saed ossia Il serraglio et Gli intrighi del serraglio, 1795)
- Andromeda (musique de Niccolò Antonio Zingarelli, 1796)
- La donna innamorata (musique de Giuseppe Nicolini, 1796)
- La donna di genio volubile (musique de Marcos Portugal, 1796)
- L'amor l'astuzia insegna (musique de Francesco Gardi, 1797 et avec une musique du même compositeur, en 1801)
- Il medico di Lucca (musique de Sebastiano Nasolini, aussi connu sous le titre Il medico dei bagni, 1797)
- La pace (music by Vincenzo Panza, musique de Simon Mayr et Gaetano Marinelli, 1798)
- Le tre orfanelle ossia la Scola di musica (musique de Marcello Bernardini, 1798)
- Gli umori contrari (musique de Sebastiano Nasolini, 1798)
- La bella selvaggia (musique de Antonio Salieri, 1802)